# セットリスト

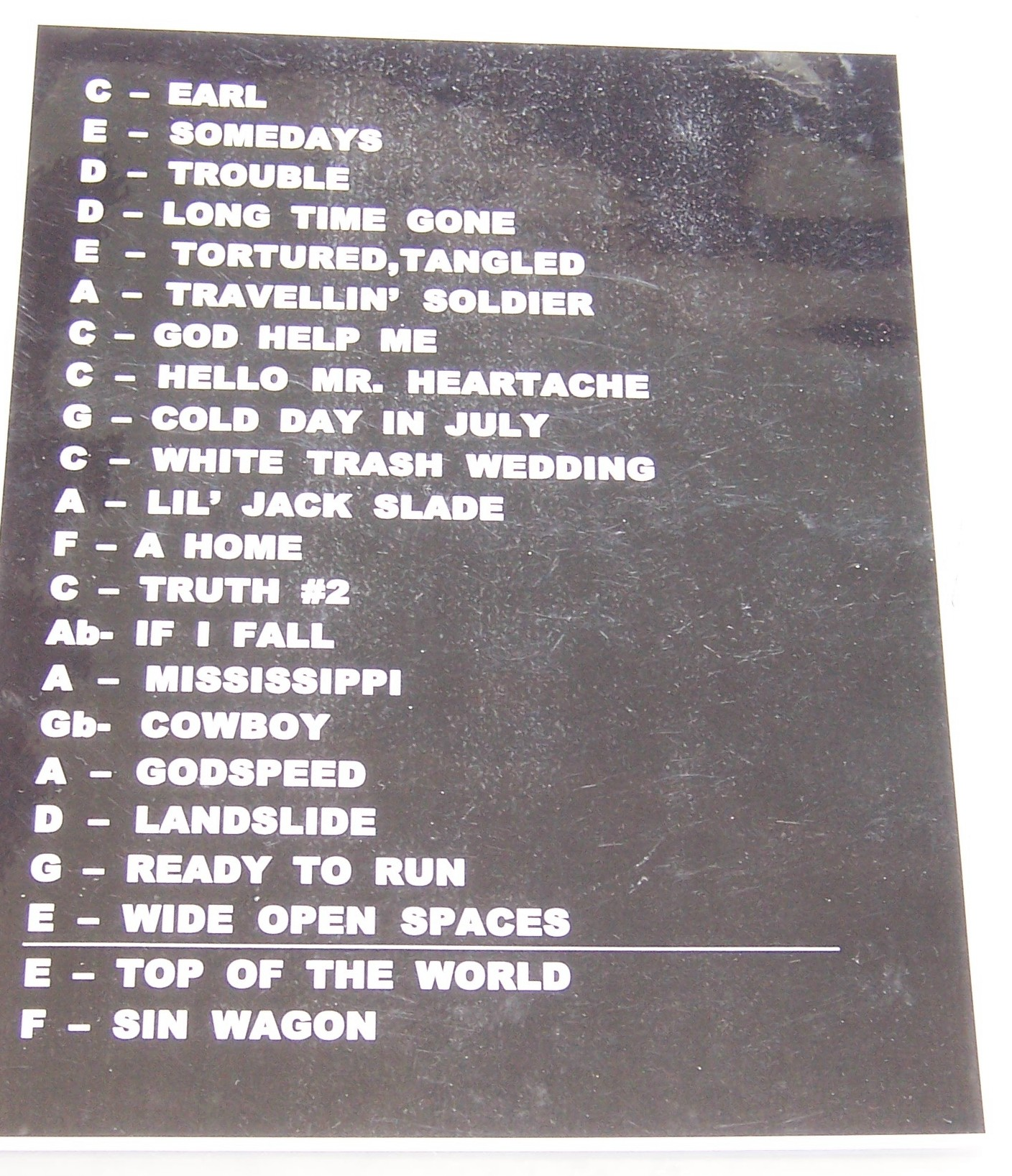
ディクシー・チックスのライブでのセットリスト。曲目の左にキーが併記されている。横線下の2曲はアンコールの曲目

セットリスト (set list) は、音楽アーティストやバンドがコンサートを行なう際に、演奏する曲の一覧を順番に記した文書である。略称は「セトリ」。転じて、そのコンサートで演奏される（された）曲目やその順序のことをセットリストと言ったり、掲示用のボードをセットリストボード（略して、セトリボード）と呼んだりすることもある。

## 概要
セットリストはコンサート中のアーティストが演奏する曲目とその順番を確認するために用いられ、開演までに作成されて舞台上のアーティストの目につく位置に貼られる。アーティスト自身やスタッフによる手書きの場合もあればプリントアウトで作られることもあり、用紙も一般的なものから厚紙、ラミネート加工されたものまで様々である。
これから派生して、文書そのものではなくコンサートにおける選曲や曲順のことをセットリストと呼ぶことが多い。多くの場合、コンサートツアーにおいては最初から最後まで同じセットリストが使われる。すなわち、どの会場のどのコンサートでも同じ曲目が演奏されるということである。しかし、アーティストによっては必ずしもこの限りではなく、同じツアーのコンサートに何度も通うような熱心なファン層は、コンサートごとにできるだけセットリストが変わることを楽しみにしていることが多い。このようなアーティストの場合、セットリストの中に数曲分の“空き”を作っておき、その“空き”部分ではコンサートによって別々の曲目を入れ替えて演奏することがある。同じ曲を2公演連続で演奏しないことを約束しているアーティストもあり、またブルース・ホーンズビーのように、セットリストをあらかじめ決めておかないというアーティストも存在する。
このようにコンサートごとにセットリストを変更するアーティストの場合、実際に演奏された曲目をコンサートごとに掲載しているウェブサイトがある。ブルース・スプリングスティーンのコンサートでは、来場したファンが直近に演奏された曲の情報を定期的に携帯電話の電子メールで外部の友人に送信し、それを受信した友人がリアルタイムでインターネット上の掲示板にセットリストを書き込む、という例もある。このような役割を担当するファンのことを「セットリスト・コーラー」(set list caller) と呼ぶ。また、アーティストによっては終演後にそのコンサートのセットリストを会場内に掲示したり、自らの公式サイトに過去のコンサートのセットリストを掲載していたりすることもある。
ファンにとってセットリストへの興味は大きいため、本来の意味でいうセットリストの実物はしばしば価値のある記念品となる。コンサート終了後に舞台に上ってセットリストを剥がしたり、ローディーに頼んだりして入手するファンもいる。あるいは、ローディー自身がセットリストを確保してeBayなどのオークションサイトに出品することもあり、ジミー・イート・ワールドのイギリスツアーの際にセットリストやピックが売りに出された例がある。買い手はたいていその公演の観客であることが多い。こうしてセットリストの実物が公になると、本来演奏されるはずだった曲目が判明するので、実際に演奏された曲目と対照して違いを見つけることもできる。この曲目の違いのことを、アメリカンフットボール用語から「オーディブル」(audible) という。